# Quirl-Minze
Die Quirl-Minze (Mentha × verticillata; Synonym: Mentha sativa L.), auch Wirtel-Minze genannt, ist eine natürliche Hybride aus Mentha aquatica und Mentha arvensis aus der Pflanzengattung der Minzen (Mentha) innerhalb der Familie der Lippenblütler (Lamiaceae).

## Beschreibung
Die Quirl-Minze ist eine ausdauernde krautige Pflanze und erreicht Wuchshöhen von 20 bis 90 Zentimetern. Die Pflanzenteile riechen nach Bergamotte oder Pfefferminz.  Sie schwankt in allen Merkmalen zwischen denen der Eltern und ist häufig nicht leicht von ihnen zu unterscheiden. Als wesentliches Bestimmungskriterium können die meist zahlreicheren, längeren und beblätterten Ausläufer herangezogen werden.
Die gegenständig angeordneten Laubblätter sind bei einer Länge von etwa 4 Zentimetern oval bis eiförmig-zugespitzt, seicht und entfernt gezähnt.
Viele Blüten stehen in Scheinquirlen in den Blattachseln. Die behaarten Blütenstiele sind 5 bis 10 Millimeter lang. Die Blüte ist zygomorph und fünfzählig mit doppelter Blütenhülle. Der Kelch ist 2 bis 4 Millimeter lang, röhrig, stets bis zum Grund behaart, gefurcht, seine Zähne sind dreieckig-lanzettlich und zugespitzt. Die Krone ist weiß, rötlichlila- oder rosafarben, im Schlund mit Haarkranz.
Die Blütezeit erstreckt sich von Juli bis August. Die Pflanze ist steril, wenn sie fertil ist, handelt es sich vermutlich um Rückkreuzungsprodukte mit den Elternarten.

## Vorkommen
Die Quirl-Minze kommt in Europa wild vor. Sie gedeiht am besten auf feuchtnassen, stickstoffreichen Lehm- oder Tonböden.
Sie besiedelt Gräben, Ränder nasser Äcker, Sumpfwiesen, zeitweilig überflutete sandige Ufer und nicht zu dichte Röhrichtbestände. In Deutschland ist sie in Ost-Sachsen und Schleswig-Holstein verbreitet, in allen anderen Bundesländern besitzt sie zerstreute Vorkommen.